# Best of Swiss Web
Best of Swiss Web ist eine Auszeichnung für Internetseiten und -kampagnen in der Schweiz, die jährlich in verschiedenen Kategorien vergeben wird, der beste Bewerber wird als «Master of Swiss Web» ausgezeichnet. Der 2001 ins Leben gerufene Award wird von der Zeitschrift Netzwoche und dem Branchenverband Simsa getragen.
Der Preis ist nach eigenem Bekunden die älteste Internetauszeichnung Europas.

## Preisträger
Die Preise werden in zehn Kategorien vergeben plus einem Ehrenpreis. Geehrt werden die Gewinner des Gold-Awards in den jeweiligen Kategorien. Daneben werden noch Silber- und Bronzeauszeichnungen vergeben. Unter den Preisträgern waren bislang sowohl Webseiten kleinerer Firmen als auch Schweizer Webauftritte von Konzernen, wie z. B. Hilti.

### 2013
Die Preisverleihung fand am 21. März 2013 statt.
Die Kategorien 2013:
- Business Efficiency
- Creation
- Digital Branding Campaigns
- Digital Performance Campaigns
- Innovation
- Mobile
- Online Marketing
- Public Affairs
- Technology
- Usability

### 2012
Für die Prämierung des Best of Swiss Web Award 2012 hatten sich insgesamt 405 Projekte beworben.
- Business Efficiency: Multi-Channel-Services, Webseite von Ex Libris.
- Creation: 360° Langstrasse, Internetseite zu einer Dokumentation des Schweizer Fernsehens.
- Digital Branding Campaigns: Graubünden «Einbündnerung», Facebook-Kampagne der Gemeinde Obermutten und Graubünden Ferien, bei dem das Bild von jedem, der die Facebookseite der Gemeinde mit "gefällt mir" gedrückt hat, auf dem offiziellen Anschlagsbrett des Dorfes aufgehängt wird (mangels Platz wurden hierfür später Hauswände verwendet)
- Digital Performance Campaigns: Road Cross, Date Nina, Internetkampagne von Road Cross für verantwortungsvolles Fahren am Steuer.
- Ehrenpreis für Beat Schmid[6]
- Innovation: 360° Langstrasse, Internetseite zu einer Dokumentation des Schweizer Fernsehens.
- Master of Swiss Web sbb.ch, die neue Internetseite der Schweizerischen Bundesbahnen SBB[7]
- Public Affairs: myswitzerland.com, Internetseite von Schweiz Tourismus.
- Spezial Kategorie: «Silver Surfer – Ctrl, Alt, Delete?»: Sonova: «Life Sounds Good», Internetseite des Hörgeräteherstellers Sonova.
- Technology: Joiz – die neue crossmediale Plattform, Internetseite des Fernsehsenders Joiz.
- Usability: LAAX & Flims Mobile, auf Mobiltelefone zugeschnittene Webseite der Tourismusregion Laax und Flims.